# کیت اشفیلد
 کیت اشفیلد (انگلیسی: Kate Ashfield؛ زادهٔ ۲۸ مهٔ ۱۹۷۲ در بیرمنگام) هنرپیشه اهل بریتانیا است.
از فیلم‌هایی که وی در آن نقش داشته‌است، می‌توان به ایمان، سَـندیتون، بهترین مرد، جلاد و منطقه جنگی اشاره کرد.